# Коковський Франц Михайлович

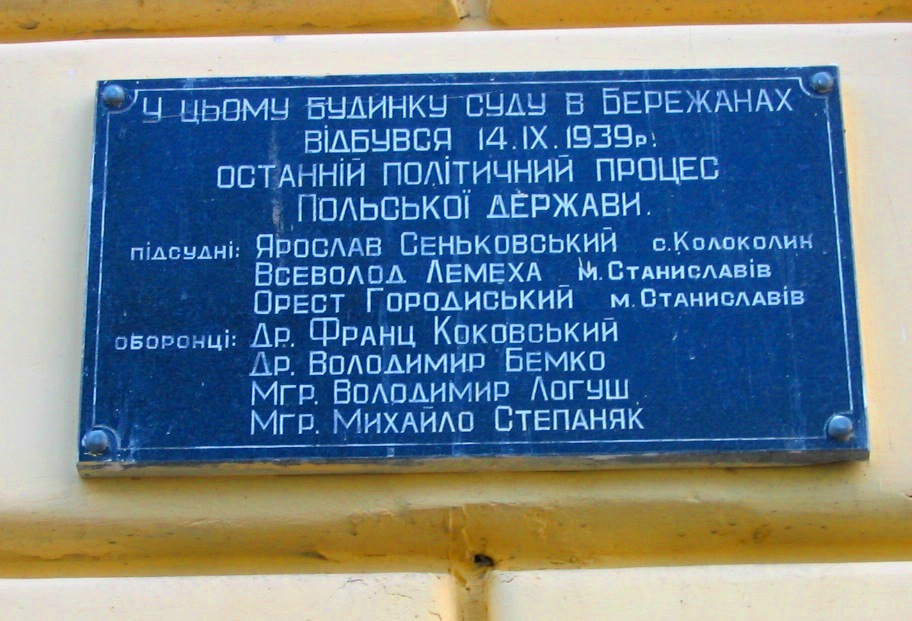
Франц Коковський на меморіальній таблиці колишнього будинку крайового суду в Бережанах

Коко́вський Франц Миха́йлович (псевд. і крипт.: Богдан Левченко, Франц Кок, Франц Михайлів, Елепідон, К. Ф.; 17 березня, 17 вересня або 2 липня 1885, Бережани — 9 вересня 1940, концтабір ГУЛАГ, СРСР) — український правник, письменник, журналіст, перекладач, мовознавець, етнограф, громадський діяч Сяноччини й Бережанщини. Один із організаторів таємного літературно-освітнього гуртка «Молода Україна».

## Біографія
Народився у бідній ремісничо-міщанській родині (згідно з записами в метричній книзі — 17 вересня, згідно з автобіографією та кримінальною справою, що зберігається в ДАТО, — 17 березня).
У нужді здобув початкову освіту; у 1898 році продовжив навчання у Бережанській гімназії.

## Університети
1906 — вступив на філософський факультет Львівського університету, але виключений на початку 1907 року за участь у студентській демонстрації проти полонізації вищих шкіл. Деякий час провів в ув'язненні.
Освіту продовжив у Австрії в університетах: Грацькому, Чернівецькому, відтак знов у Львівському (1910—1911), але вже на юридичному факультеті.

## Робота
За часів ЗУНР Ф. Коковський — міський комісар Козови; згодом на державній службі адвоката у Бережанах (1921), потім — повітового судді у Підгайцях, а у 1928 — окружного судді у місті Сянік (Польща).
Позбавлений посади польською владою (1934), він із сім'єю повернувся до Бережан, де працював адвокатом і очолював філію «Сільського господаря». У 1936 — співзасновник музею А.Чайковського.

## Громадська діяльність
Під час навчання у Бережанській гімназії брав участь у підпільному гуртку.
З 1907 року до вересня 1939 — беззмінний голова повітової спілки «Рідна школа». З 1917- активний діяч «Просвіти» (відзначений грамотами товариства), а з 1912 — беззмінний голова товариства «Сільський господар».
З 1926 року на громадських засадах опікувався Бережанським міським музеєм. З його ініціативи був створений історико-етнографічний музей «Лемківщина» в м. Сянок.
Під час розвалу польської держави у Бережанах був створений тимчасовий комітет (уряд) для підтримання порядку, який очолив Ф. Коковський.

## Творчість

### Ранній етап
Студентом активно співпрацював у газеті «Громадський голос», публікував у ній твори, зокрема поетичні. Починаючи з 1903 року, з часу опублікування в «Руслані» вірша Ф. Коковського «Хвилі розкуті», твори його друкували багато часописів: «Руслан», «Діло», «Буковина», «Руська хата», «Дзвінок», «Бджола», «Громадський голос», «Рідна школа», «Розвага» та ін. Неопублікованими залишилися поема «Богдан Хмельницький» (1904), балада «Над озером» (1906), збірка сонетів і терцин (1905). У 1909 році видав популярну біографію «Оповідання про Тараса Шевченка».
Перекладаючи із Г. Гауптмана («Свято миру»), Е. Ростана (віршована комедія «Романтичні»), Анрі Бернстейна («Злодій»), Германа Бара та інших авторів, Коковський значно збагатив репертуар українського театру «Руська бесіда».

### Пізніший етап
У 1930-х роках почався другий етап у творчості Ф. Коковського — письменника-реаліста, дотепного оповідача. Він видав збірки «В горошні дні. Веселі оповідання» (1931), «Людська вдячність та інші веселі оповідання» (1934), «Слідами забутих предків. Оповідання з минулого Лемківщини» (1935), «Лемківська слава», а також більший твір — «За землю. Лемківська повість» (1936).

### Стрілецька тематика
Не випадково для прози та публіцистики Франца Коковського провідною стала ще одна актуальна тема — стрілецька. Її продиктувало саме життя. Він видав кілька книжок про подвиги дітей у битвах січовиків проти більшовицько-денікінських армій, збирав документальні матеріали, спогади про історію січового стрілецтва і надрукував багато статей на цю тему.
Ще одна яскрава грань творчої біографії — це численні дослідження з етнографії, діалектології і топоніміки лемків, а також літературно-критичні статті про творчість своїх сучасників.

## Загибель
Прихід більшовиків у вересні 1939 року застав Франца Коковського в Бережанах за підготовкою повісті з лемківського життя «Марія». Але реалізувати свої плани йому вже не судилося.
У ніч проти 24 грудня 1939 року його разом із сином Степаном та іншими діячами Бережан заарештували й ув'язнили у Тернополі (звинувачений за ст. 54-13 КК УРСР як соціально-небезпечний елемент), де він помер від тортур і виснаження 9 вересня 1940 року о 10:30. Причина смерті: міокард, хронічний бронхіт. 10 вересня 1940 року о 22:30 труп забрали з лікарні тюрми НКВС № 1 і поховали. Вже після смерті прийшов із Москви вирок Особливої наради при НКВС СРСР — 8 років виправно-трудових таборів. Де похований Ф. Коковський — невідомо.
Посмертно реабілітований 14 квітня 1989 року.
Його син страчений наприкінці червня 1941 року у тюрмі Тернополя.

## Творчий доробок
- Збірки поезій: «Сердечні струни» (1907) і «Настрої» (1909);
- Збірки оповідань: «Вчорашні дні» (1931), «Людська вдячність» (1934), «За Україну» (1934), «За землю» (1936);
- Дитячі вірші: «Малим другам» (1909);
- П'єса: «В ніч святого Миколая»;
- Краєзнавчі нариси: «Слідами забутих предків» (1935), «Східними межами Лемківщини» (1936).

### Видання творів
- Коковський Ф. Посол Тимотей Старух на травневім Українськім Військовім З'їзді в Києві 1917-го року //Бережанська земля: Іст.-мемуар. зб. — Нью-Йорк, 1970. — С. 498—500.
- Коковський Ф. Фрагмент: [Вірш] //Молода муза: Альманах західноукраїнської поезії початку ХХ ст. — К., 1989. — С. 254—257.
- Коковський Ф. Фрагмент: Чи знаєш?; Спіть хлопці, спіть!: [Вірші] //Тернопіль: Тернопільщина літературна. Дод. № 4. — Тернопіль, 1992. — Вип. 2. — Ч. 1. — С. 24-25
- Коковський Ф. Вибрані статті та оповідання / Упорядкування та примітки Наталії Ткачової. — Тернопіль, 2010. — 176 с.
- Коковський Ф. Вчорашні дні: веселі оповідання / Франц Коковський. — Львів; Перемишль: Заходом Кружка «Рідна школа», 1931. — 111 с.